# 다노쿠보역
다노쿠보역(일본어: 田窪駅)은 일본 에히메현 도온시에 위치한 이요 철도 요코가와라 선의 철도역이다. 역 번호는 IY 21이며, 단선 승강장 1면 1선의 구조를 갖춘 지상역이다.

## 타는 곳
| 1 | ■ 요코가와라 선 | 상행 | 우메노모토 · 구메 · 마쓰야마시 방면 |
| 1 | ■ 요코가와라 선 | 하행 | 요코가와라 방면                     |

## 역 주변
- 에히메 현립 시게노부 특별 지원학교

## 역사
- 1967년 1월 1일 : 개업.

## 인접 역
| 이요 철도 요코가와라 선        | 이요 철도 요코가와라 선 | 이요 철도 요코가와라 선      |
| ------------------------------ | ----------------------- | ---------------------------- |
| IY 20 우시부치 마쓰야마시 방면 | ■ 요코가와라 선         | 미나라 IY 22 요코가와라 방면 |